# Augsburg University

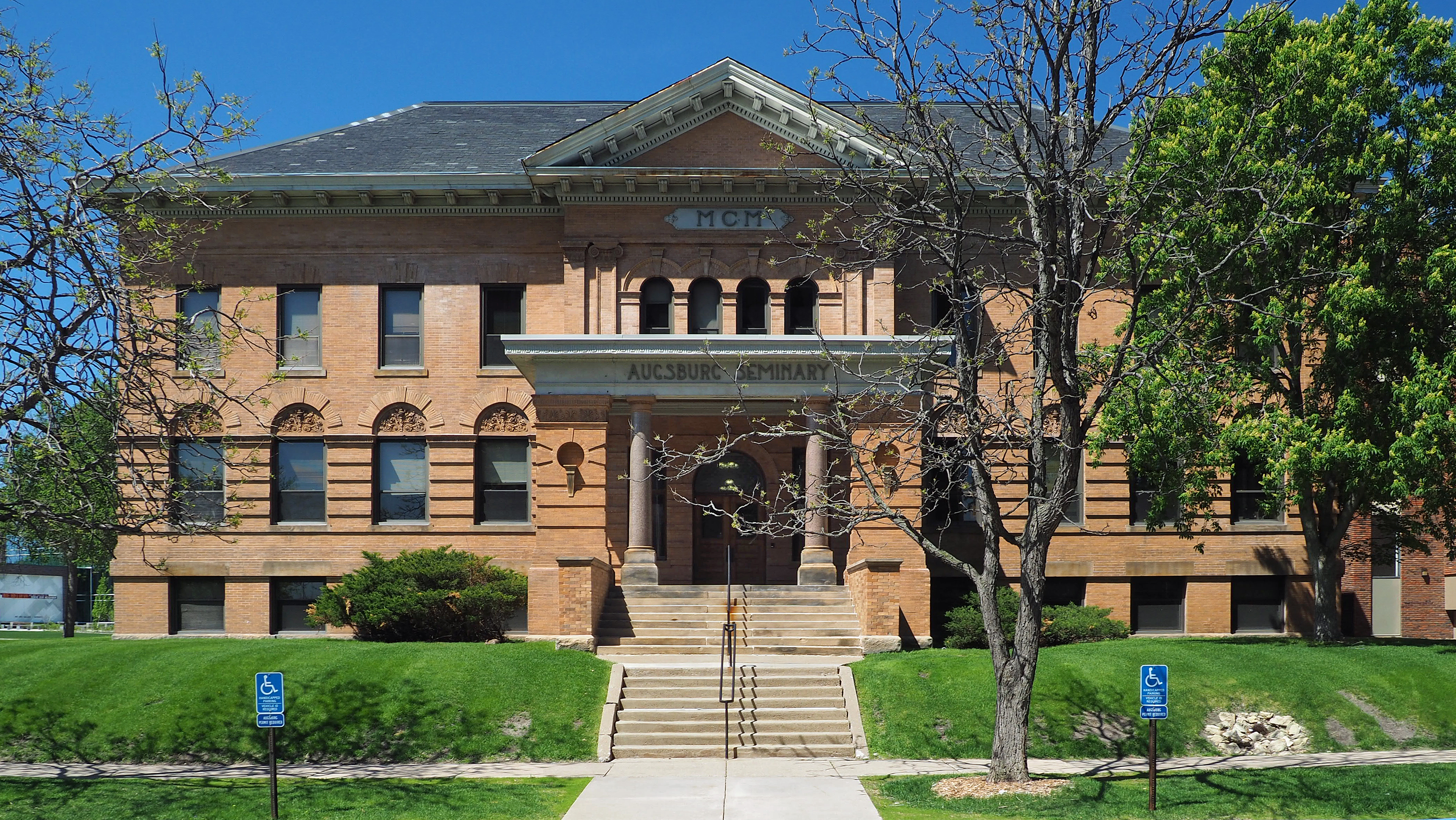
Old Main, das alte Hauptgebäude

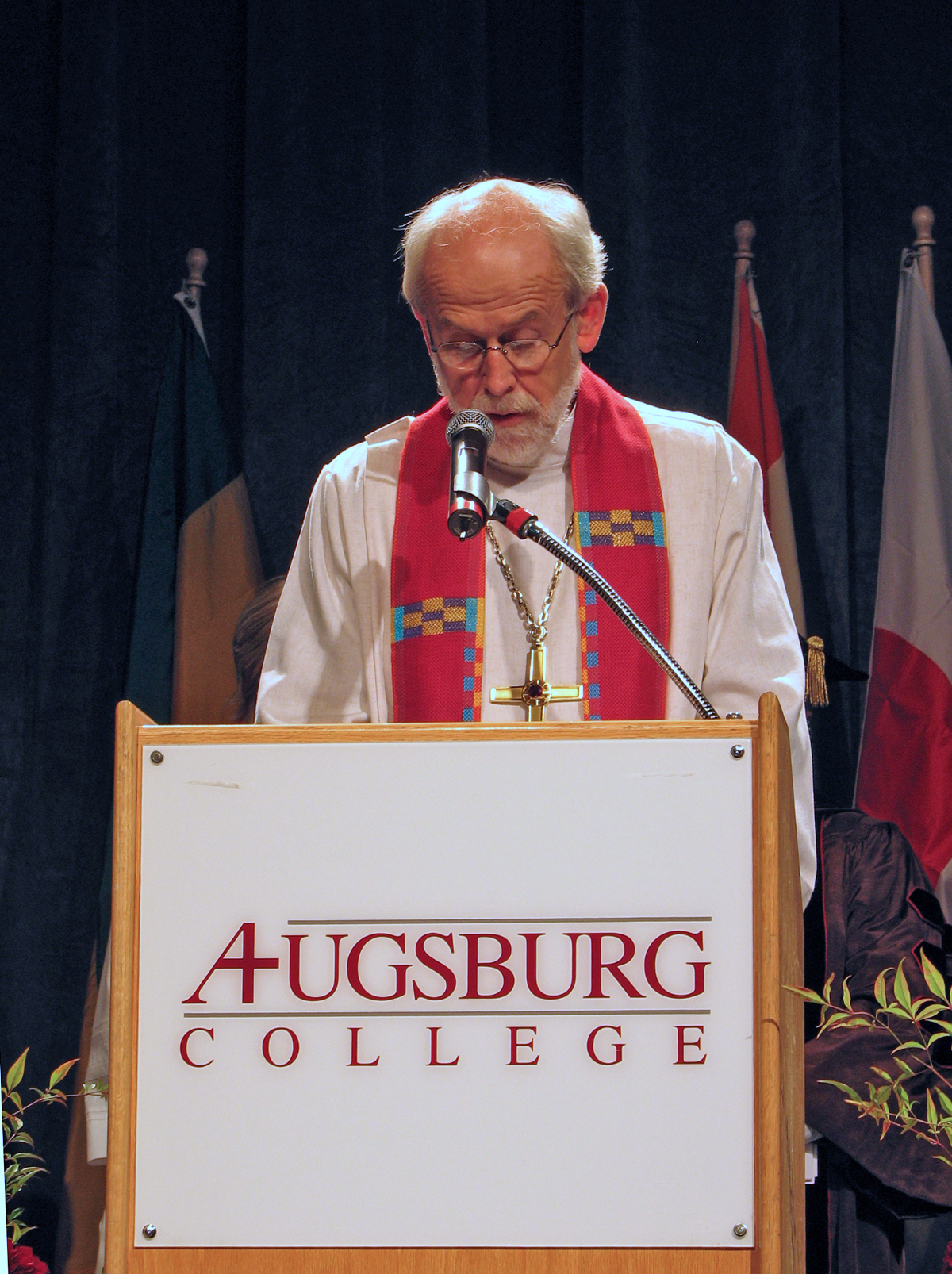
Mark Hanson am Augsburg College

Die Augsburg University, früher Augsburg College, ist eine geisteswissenschaftliche ausgerichtete Universität der Evangelisch-Lutherischen Kirche in Amerika mit Sitz in Minneapolis, Minnesota, USA.

## Geschichte
Es wurde 1869 in Marshall, Wisconsin zunächst als Theologisches Seminar gegründet und erhielt den Namen Augsburg Seminary zur Erinnerung an das Augsburger Bekenntnis. 1872 zog es nach Minneapolis. Die ersten Studenten für Undergraduate studies wurden im Herbst 1874 aufgenommen und graduierten zum ersten Mal im Frühling 1879. 1893 formierten sich die Friends of Augsburg, aus diesen entstand die 1897 die Lutheran Free Church. 1921 wurden die ersten Frauen zum Studium zugelassen.
Bis 1942 war der Name Augsburg Seminary, dann wurde es in Augsburg College and Theological Seminary umbenannt, wobei dieser Name bereits informell seit den 1920ern benutzt wurde.
Nach der Fusion der Lutheran Free Church mit der American Lutheran Church wurde das Theologische Seminar in das Luther Seminary in Saint Paul eingegliedert. Der offizielle Name der Institution, die seither ein Liberal-Arts-College ist, lautete nun Augsburg College, später Augsburg University. Die Studenten können in einem vierjährigen Studium den akademischen Grad eines Bachelor of Arts oder Bachelor of Science erhalten. Zudem kann in sechs Fächern ein Master erreicht werden.

## Sport
Die Sportteams nennen sich die Auggies. Das Eishockeyteam nimmt an der US-amerikanischen Collegemeisterschaft teil.

## Bekannte Absolventen
- Peter Agre, Molekularbiologe, Nobelpreis für Chemie 2003
- Devean George, Basketball-Profi
- Mark Hanson, Präsident des Lutherischen Weltbundes
- Lute Olson, Basketball-Trainer